# 楚措拉
楚措拉（羅馬尼亞語：Ţuţora）是罗马尼亚雅西县的一个鄉，位於該國東北部，面積38平方公里，海拔高度37米，2007年人口2,066，人口密度每平方公里54人。
1620年，楚措拉爆发了楚措拉战役。